# Guerra búlgaro-bizantina de 894-896
La Guerra búlgaro-bizantina de 894-896 (en búlgaro: Българо–византийска война от 894–896), también llamada la Guerra comercial (en búlgaro: Търговската война), se libró entre el Imperio búlgaro y el Imperio bizantino, como resultado de la decisión del emperador bizantino, León VI, por trasladar el mercado búlgaro de Constantinopla a Tesalónica lo que aumentaría considerablemente los gastos de los comerciantes búlgaros.
Después de la derrota del ejército bizantino en las etapas iniciales de la guerra en 894 León VI buscó la ayuda de los magiares, que en ese momento habitaban las estepas al noreste de Bulgaria. Ayudado por la armada bizantina, en 895 los magiares invadieron Dobruja y derrotaron a las tropas búlgaras. Simeón I pidió una tregua y deliberadamente prolongó las negociaciones con los bizantinos hasta conseguir la ayuda de los pechenegos. Acorralado entre los búlgaros y los pechenegos, los magiares sufrieron una aplastante derrota a manos del ejército búlgaro y tuvieron que emigrar hacia el oeste, estableciéndose en Panonia.
Con la amenaza magiar eliminada, Simeón condujo a sus ejércitos al sur y derrotó al ejército bizantino en la batalla de Bulgarófigo en el verano de 896, lo que obligó a Bizancio a estar de acuerdo con los términos búlgaros. La guerra terminó con un tratado de paz que restauró el mercado búlgaro en Constantinopla y confirmó la dominación búlgara en los Balcanes. El Imperio bizantino se vio obligado a pagar a Bulgaria un tributo anual a cambio de la devolución de los soldados y civiles bizantinos capturados. Bajo el tratado, los bizantinos también cedieron un área entre el Mar Negro y las montañas de Istranca a Bulgaria. A pesar de varias violaciones, el tratado duró formalmente hasta la muerte de León VI en 912.

## Antecedentes

Bulgaria en la segunda mitad del

Durante el reinado de Boris I (reino entre 852 y 889) Bulgaria sufrió cambios importantes, la cristianización del país y la admisión de los discípulos de los santos Cirilo y Metodio, que marcó el comienzo de la creación y consolidación de la literatura y el alfabeto medieval búlgaro. Después de intensas negociaciones con el papado en Roma y el Patriarcado Ecuménico de Constantinopla, Bulgaria se convirtió al Cristianismo ortodoxo, lo que provocó el descontento de parte de la nobleza que directamente asociaba a la nueva religión con el Imperio bizantino y el temor de que el país caería bajo su influencia.
Durante el concilio de Preslav en 893, que se reunió después del intento fallido del hijo mayor de Boris I, Vladimir, para restaurar la religión tradicional búlgara, el tengrianismo, se decidió que el antiguo búlgaro reemplazaría al griego como lengua litúrgica y el clero bizantino sería expulsado y reemplazado por los búlgaros. El concilio selló la ambiciones de Boris I para asegurar la independencia cultural y religiosa del Imperio bizantino, y calmó las preocupaciones entre la nobleza. También se decidió que su tercer hijo, Simeón, nacido después de la cristianización y llamado el «hijo de la paz», se convertiría en el próximo príncipe de Bulgaria. Estos eventos pusieron fin a las esperanzas bizantinas de ejercer influencia sobre el país recientemente cristianizado.

## Preludio

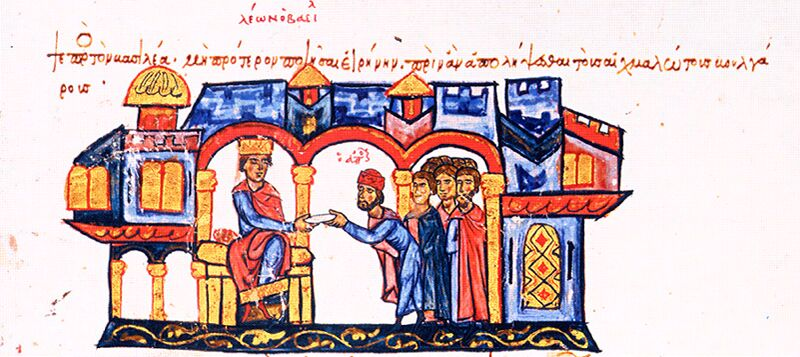
Una delegación búlgara ante León VI, Madrid Skylitzes.

En 894 Estiliano Zautzes, el basileopator y ministro principal de León VI el Sabio (reino entre 886 y 912), convenció al emperador para mover el mercado búlgaro de Constantinopla a Tesalónica. Ese movimiento afectó no sólo a los intereses privados, sino también la importancia comercial internacional de Bulgaria y los principios del comercio búlgaro-bizantino, regulado con el tratado de 716 y los acuerdos posteriores sobre la base de nación más favorecida. Se les permitía a los comerciantes búlgaros vivir en Constantinopla, residían en su propia colonia y pagaban impuestos favorables. La ciudad era un importante destino de las rutas comerciales de toda Europa y Asia, y el traslado del mercado búlgaro a Tesalónica cortaba el acceso directo a los bienes del oriente, que bajo las nuevas circunstancias los búlgaros tendrían que comprar a través de intermediarios, que eran socios cercanos de Estiliano Zautzes. En Tesalónica los búlgaros también se vieron obligados a pagar tarifas más altas para vender sus productos, lo enriquecía a los cómplices de Zautzes.
El cronista bizantino Teófanes Continuatus describe las razones para el conflicto de la siguiente manera:

La causa de la guerra era la siguiente: el basileopator Estiliano Zautzes tenía un esclavo eunuco llamado Mousikos. Se hizo amigo de Estauracio y Cosmas, originarios de la Hélade, comerciantes ávidos de ganancias y avaros. En su deseo de enriquecerse y por la mediación de Mousikos, trasladaron el mercado de los búlgaros de la capital [Constantinopla] a Tesalónica e imponían a los búlgaros con pesados impuestos. Cuando los búlgaros relacionaron a Simeón con el tema, este informó al emperador León. Encaprichado en su predilección a Zautzes, consideró todo esto de poca importancia. Simeón estaba furioso y se alzó en armas contra los romanos.

Cronografía de Teófanes Continuatus.

La expulsión de los mercaderes de Constantinopla fue un duro golpe para los intereses económicos de Bulgaria. Los comerciantes se quejaron ante Simeón I, quien a su vez informó del asunto a León VI, pero el tema quedó sin respuesta. Simeón, que según los cronistas bizantinos estaba buscando un pretexto para declarar la guerra y poner en práctica sus planes para apoderarse del trono bizantino, atacó, provocando lo que a veces se ha llamado (indebidamente) la primera guerra comercial en Europa. Sin embargo, muchos historiadores incluyendo Vasil Zlatarski y John Fine consideran esas afirmaciones inverosímiles, argumentando que en el principio de su reinado Simeón necesitaba consolidar su poder y ambiciones imperiales aún no se había revelado, por lo que su intervención militar fue un acto de defensa para proteger los intereses comerciales búlgaros.

## Campañas iniciales e intervención de los magiares
En el otoño de 894 Simeón lanzó una invasión a la Tracia bizantina, aprovechando los enfrentamientos de Bizancio con los árabes hacia el este, que había dejado las provincias balcánicas vulnerables. León VI reunió a toda prisa un ejército bajo los generales Procopio Crenites y Curtacio, que incluía la Guardia Imperial compuesta de mercenarios jázaros. En la batalla en el thema de Macedonia (actual Tracia oriental), probablemente alrededor de Adrianópolis, los bizantinos fueron derrotados y sus comandantes perecieron. La mayoría de los jázaros fueron capturados y Simeón había hecho cortar sus narices y «las envió a la capital [Constantinopla] para vergüenza de los romanos [es decir, los bizantinos]». Los búlgaros saquearon la región y se retiraron hacia el norte tomando muchos cautivos.
Este fracaso instó a los bizantinos para buscar ayuda de los magiares, que en el momento habitaban las estepas entre el Dniéper y el Danubio. León VI envió a su emisario Nicetas Scleros a los líderes magiares Árpád y Kurszán en 894 u 895 «dándoles regalos» e incitándolos contra los búlgaros. Al mismo tiempo, en el otoño de 894, León VI envió a otro embajador ante Arnulfo de Carintia, rey de Francia Oriental. Si bien no hay registros que han sobrevivido para el propósito de esa misión, esta fue probable un movimiento preventivo para desalentar la alianza búlgaro-germano que existía entre Arnulfo y el predecesor de Simeón, Vladimir.
A principios de 895 el talentoso general Nicéforo Focas el Viejo fue llamado a Constantinopla y se le envió contra los búlgaros a la cabeza de un gran ejército. Mientras Simeón concentró sus fuerzas en la frontera sur para enfrentar a Focas, la armada bizantina bajo el almirante Eustacio Argiro navegó hacia el delta del Danubio para ayudar a los magiares. Creyendo que Simeón habría de retroceder León VI envió un emisario, Constantinacio, para proponer la paz. Simeón, que había estudiado en la Universidad de Constantinopla y estaba familiarizado con la diplomacia bizantina, sospechó del acercamiento bizantino, por lo que acusó a Constantinacio de espionaje y lo puso bajo custodia. El Danubio fue obstaculizado con una cadena de hierro para impedir el movimiento de la armada bizantina y el grueso del ejército se desplazó hacia el norte. Los bizantinos, sin embargo, lograron romper la cadena y transportaron a las hordas magiares al sur del río. Los magiares, liderados por el de hijo de Árpád, Liüntika, asolaron Dobruja y asestaron una dura derrota en el ejército búlgaro, conducido personalmente por Simeón. Simeón buscó refugio en la gran fortaleza de Drastar mientras que los magiares saquearon y robaron sin oposición, llegando a las afueras de la capital, Preslav.  Antes de retirarse al norte, los magiares vendieron miles de cautivos a los bizantinos.

## Negociaciones de tregua

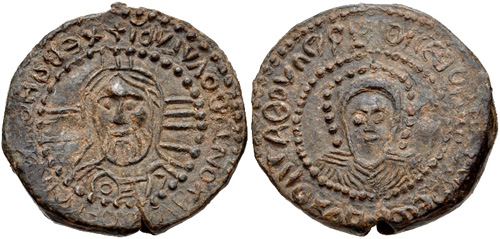
Sello de Simeón I.

Frente a una situación difícil con la guerra en dos frentes, Simeón envió una propuesta de paz a través del almirante Eustacio para ganar tiempo para hacer frente la amenaza magiar, prometiendo devolver a los cautivos bizantinos. León VI aceptó con gusto, ya que ordenó a Eustacio y Nicéforo Focas a retirarse y envió al diplomático León Querosfactes a Bulgaria para negociar los términos. Esto fue exactamente lo que Simeón había pretendido. León Querosfactes fue detenido en una fortaleza y se le negó en repetidas ocasiones a una audiencia. En lugar de ello, Simeón intercambió cartas con él, prolongando las negociaciones, y mostrando sospechas sobre la redacción de las propuestas bizantinas, en constante búsqueda de aclaraciones y agregando nuevas demandas. El tema principal fue el intercambio de los cautivos. La prioridad bizantina era liberar a los prisioneros capturados durante la campaña búlgara de 894. En una de sus cartas a Querosfactes, Simeón demostró sus habilidades diplomáticas ridiculizando al emperador:

El año antepasado el emperador nos profetizó el eclipse de sol, y su fecha, no solo el mes, semana o día, pero la hora y el segundo, de la manera más maravillosa. También explicó cuanto tiempo va a durar el eclipse de luna. Y dicen que sabe muchas otras cosas sobre los movimientos de los cuerpos celestes. Si esto es cierto, también debe saber acerca de los prisioneros; y si lo sabe, habrá indicado si voy a ponerlos en libertad o no. Por tanto, profetiza una cosa o la otra, y si conoces mis intenciones, tendrás a los prisioneros como recompensa por la profecía y su mensaje, mediante Dios ¡Saludos!
Carta de Simeón I a León Querosfactes.

Querosfactes respondió con una respuesta ambigua, que fue utilizado por Simeón para afirmar que León no podía profetizar el futuro y de rechazar la devolución de los cautivos, prolongando todavía más las negociaciones.

## Derrota de los magiares y batalla de Bulgarófigo
Mientras intercambiaba correspondencia con León Querosfactes, Simeón envió emisarios para forjar una alianza con los pechenegos, los vecinos orientales de los magiares, y a comienzos de 896 los búlgaros y los pechenegos atacaron la patria magiar en dos frentes. En la batalla decisiva el ejército búlgaro asestó una aplastante derrota a los magiares a lo largo del río Bug Meridional. La lucha fue tan sangrienta que se dice que los victoriosos búlgaros perdieron 20.000 hombres a caballo. Al mismo tiempo, los pechenegos avanzaron hacia el oeste y evitaron que los magiares regresasen a su hogar. El golpe a los magiares fue tan pesado que se vieron obligados a emigrar más al oeste en busca de nuevos pastos, con el tiempo instalándose en la llanura panónica, donde establecieron el Reino de Hungría.
Con la amenaza magiar eliminada, Simeón volvió a Preslav «orgulloso de la victoria» y exigió la devolución de todos los cautivos búlgaros como precondición para proseguir las negociaciones de paz. León VI, que se encontraba en una situación difícil, frente a los árabes en el este y privado de los servicios del capaz general Nicéforo Focas, que cayó en desgracia, ya sea como resultado de las intrigas de Estiliano Zautzes o murió a principios de 896, tuvo que aceptar. León Querosfactes y un enviado búlgaro llamado Teodoro, un hombre de confianza de Simeón, fueron enviados a Constantinopla para organizar la transferencia que fue implementada con éxito. Interpretando esto como una señal de debilidad, Simeón dijo que no todos los búlgaros habían sido puestos en libertad y en el verano de 896 invadió Tracia. Los bizantinos aseguraron una tregua con los árabes y transfirieron a Europa «todos los temas y tagmata», es decir, todas las fuerzas del imperio. Las tropas estaban al mando del Doméstico de las escolas León Catacalo, que carecía de la capacidad de Focas. Los dos ejércitos se enfrentaron en la batalla de Bulgarófigo y los bizantinos sufrieron una profunda derrota — la mayor parte de los soldados perecieron, entre ellos el segundo al mando, el protovestiarios Teodosio —. Catacalo logró escapar con unos pocos supervivientes. La derrota fue tan grave que un soldado bizantinas se retiró de la sociedad y se convirtió en un asceta con el nombre de Lucas el Estilita.
Las fuentes bizantinas no registraron las consecuencias de la batalla, pero, según los relatos del historiador árabe contemporáneo Al-Tabari, los búlgaros marcharon hacia Constantinopla. León VI se encontraba en tal estado de pánico que consideró armar prisioneros árabes y enviarlos contra los búlgaros a cambio de su libertad, pero finalmente abandonó la idea. Otras negociaciones siguieron hasta que los bizantinos aceptaron las demandas búlgaras.

## Consecuencias
La guerra terminó con un tratado de paz que confirmó el dominio búlgaro en los Balcanes, restaurando el estatus de Bulgaria como nación más favorecida, aboliendo las restricciones comerciales y la obligación del Imperio bizantino para pagar un tributo anual. Bajo el tratado, los bizantinos también cedieron un área entre el Mar Negro e Istranca a Bulgaria. A cambio, los búlgaros liberaron a los soldados y civiles bizantinos capturados, que eran supuestamente 120.000. El tratado de paz se mantuvo en vigor hasta la muerte de León VI en 912 aunque Simeón lo violó después del saqueo de Tesalónica en 904, consiguiendo más concesiones territoriales en Macedonia.
El monarca búlgaro se mostró satisfecho con los resultados y consideró que tenía superioridad sobre el Imperio bizantino para lograr sus ambiciones políticas, asumir el trono de Constantinopla. A pesar del éxito, sin embargo, Simeón se dio cuenta de que todavía quedaba mucho por hacer con el fin de prevalecer sobre el imperio. Necesitaba su propia base política e ideológica y puso en marcha un ambicioso programa de construcción en Preslav para que pudiera rivalizar con Constantinopla.  Además, Simeón tomó precauciones para reducir la influencia bizantina en los Balcanes occidentales al imponer su autoridad sobre el Principado de Serbia a cambio de reconocer a Pedro Gojniković como su gobernante.
La devastación en Dobruja a manos de los magiares indicaba lo vulnerable que Bulgaria era a los ataques desde el norte bajo la influencia de la diplomacia bizantina.  Esa experiencia dio sus frutos y en 917, cuando Simeón logró contrarrestar los esfuerzos bizantinos de aliarse con los serbios o los pechenegos, y los obligó a luchar solos en la batalla de Aqueloo, donde los bizantinos fueron derrotados en uno de los mayores desastres de su historia.